# Elias Koteas
Elias Koteas, född 11 mars 1961 i Montréal i Quebec, är en kanadensisk skådespelare. Koteas är bland annat känd för sina roller i God's Army , Den tunna röda linjen samt som Casey Jones i första och tredje Turtlesfilmen.

## Filmografi i urval
- 1985 – En förtrollande jul
- 1987 – Some Kind of Wonderful
- 1987 – Det sista slagfältet
- 1988 – Tucker - en man och hans dröm
- 1988 – Månsken över Blue Water
- 1989 – Blodshämnd
- 1990 – Teenage Mutant Ninja Turtles
- 1990 – Titta hon snackar också!
- 1991 – Den gode mannen
- 1991 – Skräckens timmar
- 1992 – Drakarnas boning
- 1992 – Teenage Mutant Hero Turtles III
- 1992 – Kontakt med fienden
- 1993 – Cyborg 2
- 1994 – God's Army
- 1994 – Exotica
- 1996 – Crash
- 1997 – Gattaca
- 1998 – Den tunna röda linjen
- 1998 – När livet vänder
- 1998 – Ondskans spår
- 1998 – Sommardåd
- 2000 – Harrison's Flowers
- 2001 – Novocaine
- 2002 – S1m0ne
- 2002 – Collateral Damage
- 2002 – Ararat
- 2005 – The Greatest Game Ever Played
- 2006 – Skinwalkers
- 2007 – Zodiac
- 2007 – Shooter
- 2008 – Benjamin Buttons otroliga liv
- 2009 – Närkontakt - The Fourth Kind
- 2009 – The Haunting in Connecticut
- 2010 – Shutter Island
- 2010 – Let Me In
- 2013 – The Killing (TV-serie)

### Fotnoter
1. ↑  Notable Past Students, American Academy of Dramatic Arts, läs onlineläs online.[källa från Wikidata]
2. ↑  ”Fame Mutates for Human 'Turtle' Star”. Los Angeles Times. http://articles.latimes.com/1990-04-10/entertainment/ca-1328_1_ninja-turtle. Läst 5 juni 2012.